# Das Leiden Christi (Fernsehserie)
Das Leiden Christi ist eine britische Mini-Dramaserie, welche von BBC und HBO Films in Zusammenarbeit mit Deep Indigo Productions produziert wurde. Sie erzählt die Geschichte der letzten Woche im Leben Jesu Christi. Nach dem Erfolg des auch im Fernsehen gezeigten Passionsspiels Manchester Passion wurde die Serie 2006 seitens des Produzenten Peter Fincham angekündigt.
Die Rolle von Jesus Christus wird gespielt von Joseph Mawle. Weitere Hauptrollen wurden gespielt von Paloma Beaza (Maria Magdalena), Ben Daniels (Kaiaphas), James Nesbitt (Pontius Pilatus), David Oyelowo (Joseph von  Arimathäa) und Penelope Wilton (Maria). Gedreht wurde vom 27. August bis zu 23. Oktober in Marokko unter der Regie von Michael Offer.

## Handlung
Die je nach Zählweise vier- beziehungsweise sechsteilige Serie behandelt die letzten Tage im Leben Jesu. Der Zeitpunkt erstreckt sich von Jesu Ankunft in Jerusalem am Palmsonntag über die Verurteilung Jesu auf Betreiben des Kaiaphas hin, das anschließende letzte Abendmahl sowie die Kreuzigung bis zur Auferstehung. Drehbuchautor Frank Deasys und Produzent Nigel Stafford-Clarks Intention war es von Anfang an, die „Fesseln“ klassischer Verfilmungen dieses Stoffes zu lösen. Sie taten dies, indem sie in der Verfilmung die Rollen von Pontius Pilatus und Kaiaphas vergrößerten und zudem die Geschichte der Politik von Judäa aufgriffen. Unterstützung bei der Recherche erhielten Deasy und Stafford-Clar von Mark Doodacre, mit dem sie gemeinsam die Hintergrundgeschichte verfassten. Am Ende der Serie gebärt Kaiaphas’ Frau einen Sohn, und Pilatus kehrt mit seiner Frau nach Caesarea Maritima zurück.

## Ausstrahlung
Die Erstausstrahlung erfolgte in vier Episoden aufgeteilt von 16. bis zum 23. März 2008 auf dem britischen Sender BBC One. Dabei erreichte die Ausstrahlung Reichweiten von 3,2 bis 4,9 Millionen Zuschauern und wurde von den Kritikern überwiegend positiv aufgenommen. In Deutschland erfolgte die Erstausstrahlung vom 13. März bis zum 27. März 2013 in Doppelfolgen auf Sky Atlantic HD. Im Gegensatz zu der Ausstrahlung in Großbritannien werden die erste und dritte Episode auf Sky Atlantic HD in jeweils 2 Episoden zu à 30 Minuten Laufzeit gezeigt.

## Episodenliste
| Nummer (gesamt) | Originaltitel | Deutscher Titel | Erstausstrahlung UK (BBC One) | Erstausstrahlung DE (Sky Atlantic HD) |
| 1               | Episode 1     | Folge 1         | 16. März 2008                 | 13. März 2013                         |
| 2               | Episode 1     | Folge 2         | 16. März 2008                 | 13. März 2013                         |
| 3               | Episode 2     | Folge 3         | 17. März 2008                 | 20. März 2013                         |
| 4               | Episode 3     | Folge 4         | 21. März 2008                 | 20. März 2013                         |
| 5               | Episode 3     | Folge 5         | 21. März 2008                 | 27. März 2013                         |
| 6               | Episode 4     | Folge 6         | 23. März 2008                 | 27. März 2013                         |